# Anelia
Aneliya Georgieva Atanasova (în bulgară: Анелия Георгиева Атанасова; n. 1 iulie 1982, Stara Zagora, Republica Populară Bulgaria), mai cunoscută sub numele de Anelia, este o cântăreață pop-folk bulgară.